# 喀拉托别乡
喀拉托别乡，是中华人民共和国新疆维吾尔自治区伊犁哈萨克自治州尼勒克县下辖的一个乡镇级行政单位。

## 行政区划
喀拉托别乡下辖以下地区：
喀尔沃依村、萨依博依村、塔斯卓勒村和阔克托干村。